# Asparagus pachyrrhizus
Asparagus pachyrrhizus — вид рослин із родини холодкових (Asparagaceae).

## Середовище проживання
Ареал: Туркменістан.